# Stara Huta (Jaworzno)
Stara Huta – część oraz dzielnica Jaworzna, w małopolskiej części województwa śląskiego, w południowej Polsce. Położona jest w południowej części miasta nad potokiem Wąwolnica. Dzielnica ma głównie charakter mieszkaniowy z elementami zabudowy jednorodzinnej. Usytuowana jest między Śródmieściem a Jeleniem, od wschodu graniczy z Borami i Byczyną.

## Historia
Przed okresem osadnictwa tereny na południe od dzielnicy były oznaczone na mapach nazwą własną Bagno. Nazwa dzielnicy pochodzi od powstałych w pierwszej połowie XIX wieku dwóch hut cynku zwanych Stara i Nowa Huta. Oprócz hut cynku wybudowano tutaj również hutę ałunu . Osadnictwo na terenie ówczesnej Starej Huty rozpoczęło się na początku XIX wieku. Było ono związane z powstającymi koloniami robotniczymi tutejszych huty cynku, huty ałunu oraz Kopalni "Fryderyk August". Na potrzeby obsługi tych zakładów byli sprowadzani pracownicy z różnych miejscowości. W 1847 roku sprowadzono tutaj robotników z podkrakowskiej Wieliczki. Od tego czasu dzielnica ta była oznaczona na mapach jako Nowa Wieliczka (nazwa nie przetrwała do czasów dzisiejszych). 

## Ważniejsze obiekty
- Kościół św. Karola Boromeusza w Jaworznie-Starej Hucie[7],
- Szkoła Podstawowa nr 4 im. Adama Mickiewicza[8],
- Stowarzyszenie Ogrodowe Działkowców im. dr Karola Roupperta w Jaworznie[9],
- Park Angielski w Jaworznie[10] (wraz z torem saneczkowym).

## Transport

### Transport drogowy
Pierwotnie układ urbanistyczny opierał się na ciągu drogowym prowadzącym z centrum miasta do Zakładów Chemicznych Organika-Azot. Pierwsze drogi jakie powstały w dzielnicy to współcześnie ul. Olszewskiego i ul. Fabryczna. 
Centralnym punktem dzielnicy jest Rondo im. XX Batalionu Szturmowego Armii Krajowej, od którego odchodzi promieniście sieć ulic. Układ dróg w dzielnicy jest oparty na trzech głównych ulicach:
- ul. Karola Olszewskiego (prowadząca od ronda w stronę centrum miasta),
- ul. Fabryczna (prowadząca równoleżnikowo od ronda do Zakładu Chemicznego Organika Azot),
- ul. Mikołaja Reja (prowadząca od ronda w stronę dzielnicy Bory).

Od wymienionych ciągów drogowych odchodzą m.in. podporządkowane ulice takie jak:
- Adama Asnyka,
- Stefana Czarnieckiego,
- Jana Matejki,
- Stanisława Staszica.

Granice dzielnicy wyznaczają następujące ulice:
- ul. Jana Pawła II (obwodnica miasta, DK 79),
- ul. Radwańskich (Obwodnica Południowa),
- ul. Fryderyka Chopina.

### Transport kolejowy
Przez teren Starej Huty przebiegała dawniej linia kolejowa nr 126. Jaworzno Szczakowa - Bolęcin. W dzielnicy znajdował się przystanek kolejowy Jaworzno Azot. Obecnie dzielnica nie posiada dostępu do transportu kolejowego a najbliższy czynny posterunek ruchu Sobieski znajduje się przy Zakładzie Górniczym o tej samej nazwie i obsługuje wyłącznie towarowe przewozy kolejowe.

### Miejski transport zbiorowy
Teren Starej Huty jest objęty siecią komunikacji miejskiej obsługiwanej przez PKM Jaworzno. W dzielnicy znajdują się 4 przystanki autobusowe: Stara Huta, Stara Huta Reja, Stara Huta Fabryczna i Stara Huta Spacerowa. Przystanki te obsługuje linia autobusowa nr 303 w relacji Krakowska Pętla - Bory - Śródmieście - Podwale - Leopold - Osiedle Stałe.

## Galeria

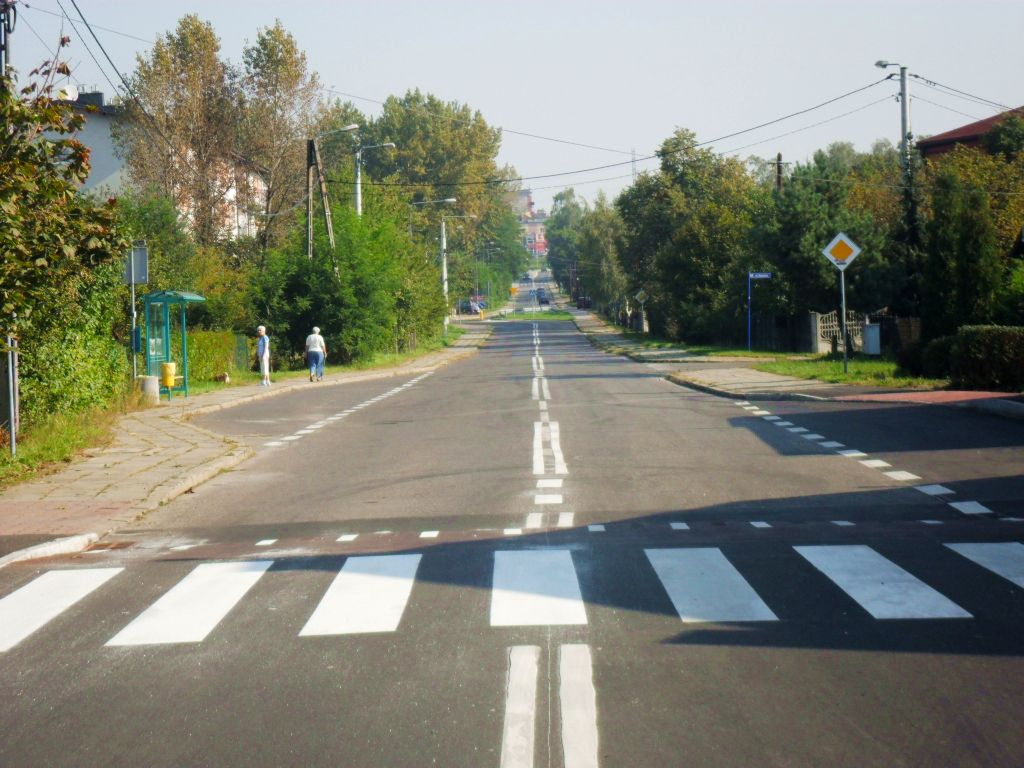
ul. Matejki - widok w stronę centrum miasta
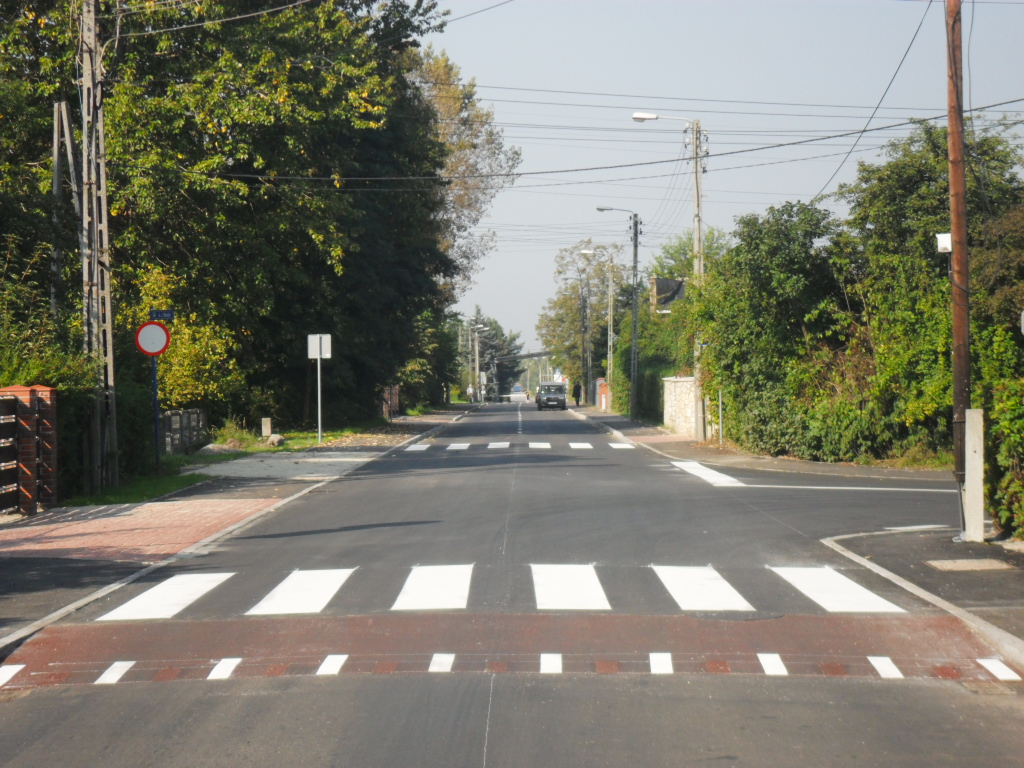
ul. Fabryczna - widok w stronę Zakładów Chemicznych Organika "Azot"
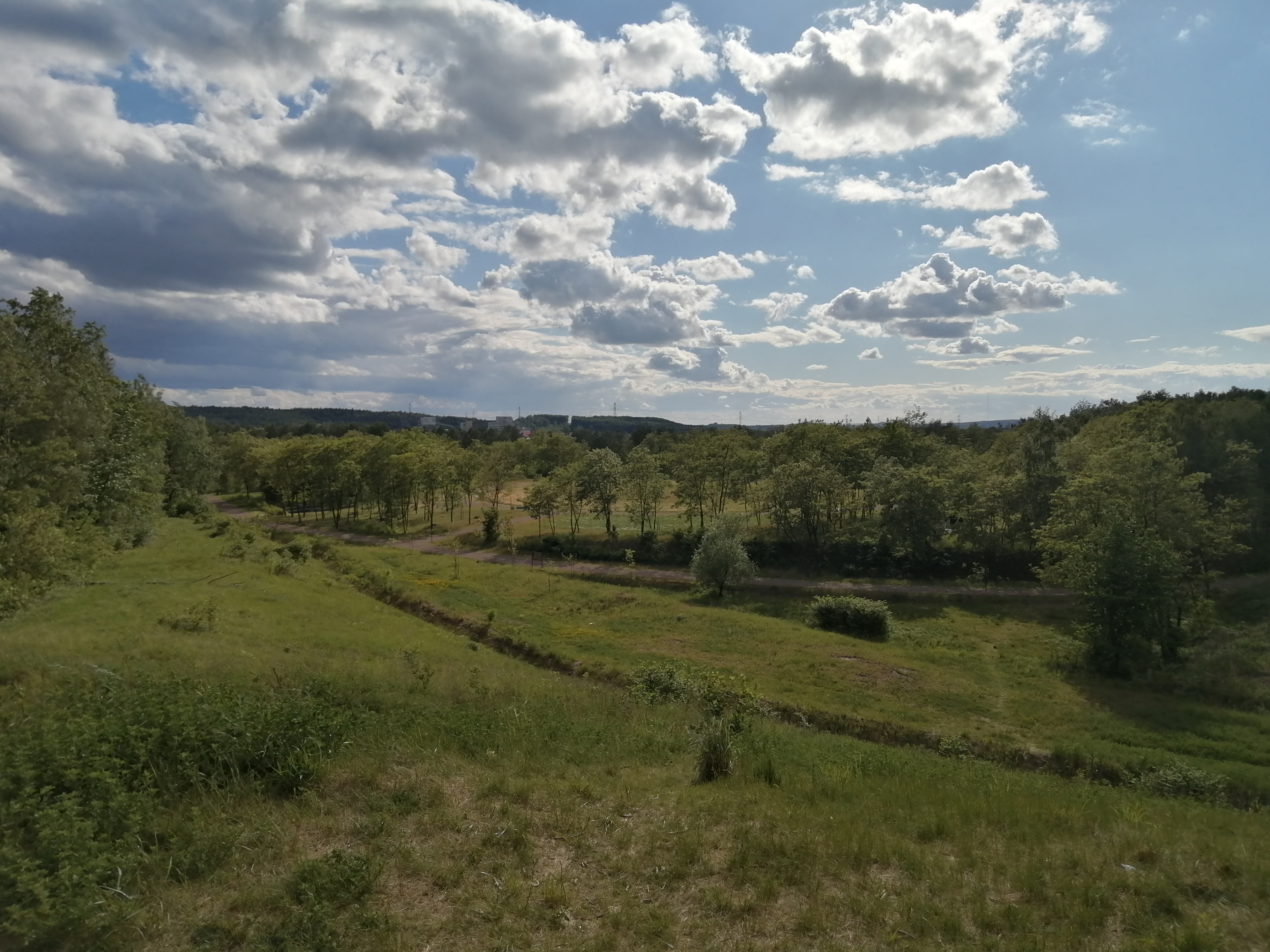
Park Angielski na Starej Hucie
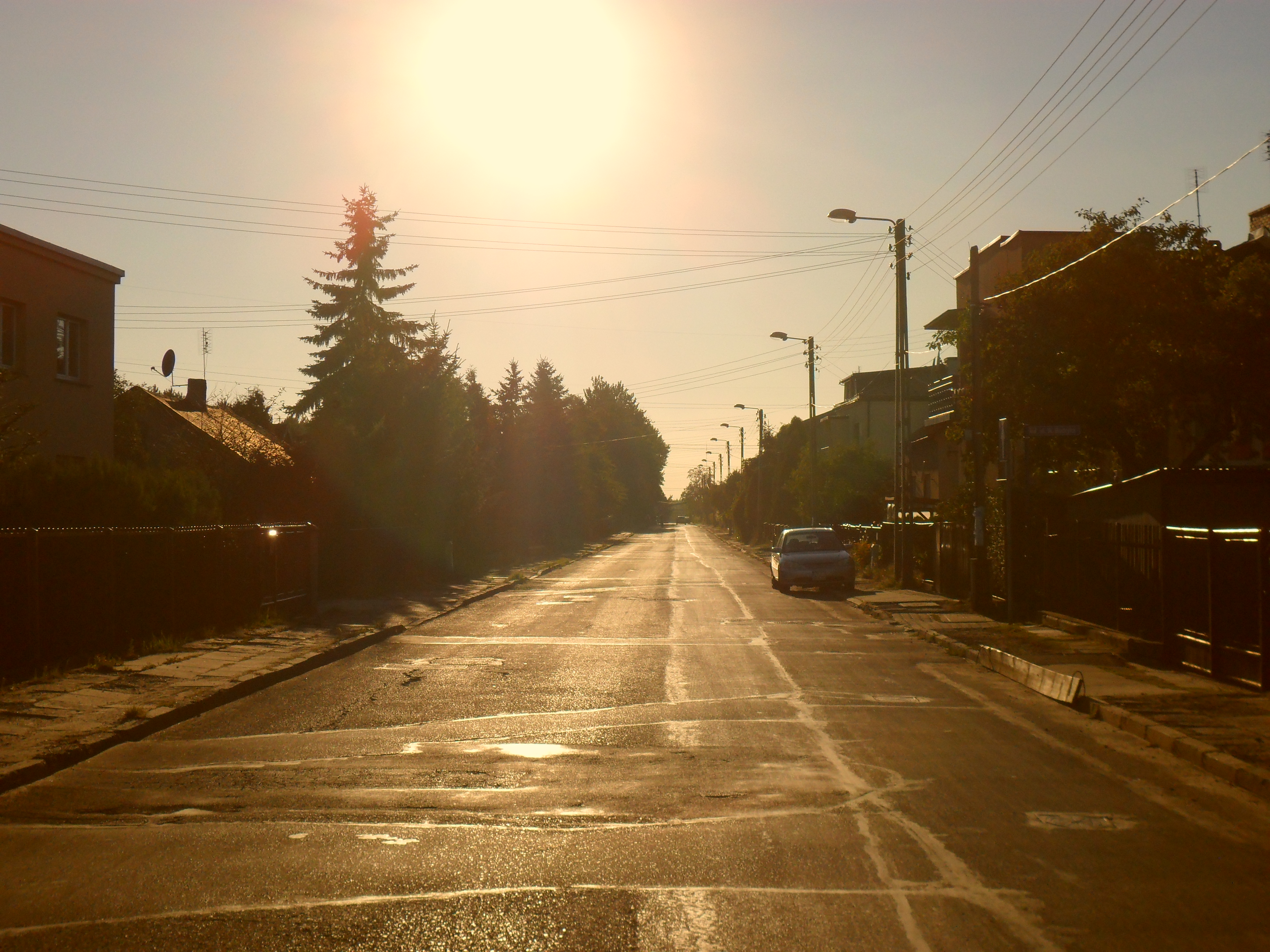
Ulica Fabryczna w Jaworznie przed przebudową (2013). Widok w stronę Organiki Azot.